# Prins Albert (plaats)
Prins Albert (Engels: Prince Albert) is een klein stadje in de Zuid-Afrikaanse provincie West-Kaap. Prins Albert behoort tot de fusiegemeente Prins Albert dat onderdeel van het district Sentraal-Karoo is. 
Het dorp ligt aan de voet van de Swartberge en ligt op weg naar de noordelijke ingang van de Swartbergpas.